# Floridsdorfer Athletiksport-Club
Il Floridsdorfer Athletiksport-Club, detto comunemente Floridsdorfer AC o FAC, e dal 2007 noto ufficialmente come FAC Team für Wien dopo la fusione con il Polizei, è una società calcistica austriaca di Vienna, con sede nel 21° distretto della città. Gioca le partite casalinghe nel Leopold Stroh Stadion, e milita nella Erste Liga, seconda divisione del campionato austriaco di calcio. I colori sociali sono il bianco e il blu.
Ha vinto il campionato austriaco nell'edizione 1917-1918 ed ha giocato complessivamente 38 stagioni nel massimo campionato nazionale, esordendo nel 1911-1912 e facendovi l'ultima apparizione nel 1953-1954. Dopo un'assenza che datava al 1992-1993, ha conquistato la promozione in Erste Liga al termine della stagione 2013-2014.

## Storia

### Gli anni delle vittorie
Fondato il 20 agosto 1904, il Floridsdorfer AC fu la ventesima squadra viennese affiliata alla federazione. Al suo esordio nel massimo campionato, nella stagione 1911-1912, il Floridsdorfer si posizionò al 7º posto ed anche negli anni seguenti la squadra si confermò nelle zone medio-basse della classifica.
L'ascesa del club avviene negli anni della prima guerra mondiale. Nel 1914-1915 la squadra si aggiudica la prima edizione (non ufficiale) della coppa nazionale, sconfiggendo in finale l'Admira Vienna per 3-1. Nei due campionati successivi (1915-1916 e 1916-1917) il Floridsdorfer chiude al secondo posto, in entrambi i casi dietro al Rapid Vienna; finalmente nel 1917-1918 arriva la vittoria del titolo nazionale, grazie alla migliore differenza reti nei confronti dei bianco-verdi. Nella stessa stagione il club si aggiudica anche la coppa nazionale, un'edizione poi invalidata dalla Niederösterreichischer Fussballverband per aver le due finaliste (l'altra era l'Amateur) spostato la data della finale senza chiedere preventivo avviso agli organi federali competenti. Lo spostamento della gara si era reso necessario per via della pioggia torrenziale che aveva impedito lo svolgimento della finale, poi vinta 4-3 dal FAC.
Dopo la guerra il club non è riuscito a ripetere tali successi. Dopo alcune stagioni anonime, nel 1922-1923 la squadra retrocede in 2. Klasse. Fu, questa retrocessione, un vero "caso" poiché il Wiener AF, 10º classificato, aveva schierato numerosi giocatori squalificati nel corso del torneo, suscitando le proteste del Floridsdorfer, il cui 11º posto finale aveva significato retrocessione. Con una decisione di compromesso, la federazione decise di non retrocedere il Wiener AF, ma concesse al Floridsdorfer - pur giocando nella categoria inferiore - il titolo di "squadra di 1. Klasse" (Erstklassig).

### Tra dilettantismo e professionismo
Il campionato 1923-1924 di 2. Klasse Nord vede il FAC piazzarsi al secondo posto, dietro il Wiener AC. Nella stagione successiva, quando il passaggio dal dilettantesimo al professionismo è stato completato, sotto la nuova direzione della Wiener Fußball-Verband, il club vince il campionato cadetto e ritorna in I. Liga. Negli anni successivi la squadra, pur conservando il posto nel massimo torneo, non riesce ad andare oltre il quinto posto in classifica. Riesce a qualificarsi per la Coppa dell'Europa Centrale nell'edizione 1934, ma viene subito eliminata dal Ferencváros. Al termine della stagione 1937-1938, chiusa all'8º posto, il club retrocede nuovamente nella categoria inferiore, nella stagione che segna per la prima volta la partecipazione al massimo campionato nazionale di formazioni provenienti da fuori Vienna.
Sotto la gestione del Nationalsozialistischer Reichsbund für Leibesübungen, durante la seconda guerra mondiale, la squadra recupera la propria competitività. Nel 1940 avviene la fusione con l'Amateure FIAT, altra squadra del 21º distretto. Tre anni dopo, nella stagione 1943-1944, il FAC chiude al secondo posto dietro al First Vienna. In questi anni fa il suo esordio in maglia blu il futuro nazionale Ernst Ocwirk.
Nel dopoguerra, il Floridsdorfer rientra nei ranghi, giocando ancora per quasi un decennio nella massima serie. Giocatori come Robert Dienst (307 gol in carriera per il Rapid) ed
Otto Walzhofer, che nel 1950 fu l'ultimo tesserato del club a vestire la maglia della Nazionale maggiore austriaca, vengono lanciati per poi essere ceduti altrove. La squadra conclude il torneo di Staatsliga A 1953-1954, l'ultimo giocato in massima divisione, all'ultimo posto, retrocedendo in Staatsliga B.

### Gli anni dei campionati minori
Nel 1958-1959 il Floridsdorfer, retrocesso nel frattempo in Wiener Stadtliga, vince il campionato ottenendo la promozione nella nuova Regionalliga. L'avventura dura però solo un anno, concludendosi con la retrocessione immediata, così come nel 1966-1967.
Trascorsi gli anni settanta nel campionato di Regionalliga, ormai divenuto il terzo livello nazionale, per tre volte sfiorò la promozione in 2. Division. Nel 1975-1976, 1976-1977 e 1979-1980, in quest'ultimo caso perdendola per differenza reti a vantaggio del Neusiedl/See.
Nel 1990 la squadra cambia nome in FAC Viktoria Wien dopo la fusione con lo Sportverein Groß Viktoria. Nel 1996-1997 vince il campionato viennese, conquistando la promozione in Regionalliga e, nell'estate del 1997, recupera il nome originale di Floridsorfer Athletiksport-Club ponendo fine alla fusione col Groß Viktoria. Per tre stagioni consecutive, dal 2000-2001 al 2002-2003, la squadra si è piazzata al 2º posto in Regionalliga Ost, sempre sfiorando l'ammissione agli spareggi per salire in Erste Liga. Nel 2002-2003 Ivan Galić è divenuto il più giovane giocatore di sempre ad esordire nella prima squadra di un club austriaco, in una vittoria 5-0 in casa contro il Klingenbach, il 9 agosto 2002, all'età di 13 anni e 300 giorni. Il 20 settembre 2002, Galić ha segnato il suo primo gol in Regionalliga, all'età di 13 anni e 342 giorni, stabilendo anche in questo caso il record nazionale. La partita si giocava a Sankt Pölten contro la squadra locale e Galić segnò il gol del momentaneo 1-1 (finì poi 3-1 per il Flordisdorfer).
Nel 2003-2004, un po' a sorpresa, il club è retrocesso in Wiener Stadtliga. Si è quindi fuso con il Fussballklub Old Formation-RAG Feibra assumendo la denominazione di FAC OFR.

### La fusione e il ritorno tra i pro
Il 18 giugno 2007 venne ufficializzata una nuova fusione, con il PSV Team für Wien, che ha permesso alla squadra di recuperare il posto in Regionalliga, con la nuova denominazione di FAC Team für Wien. Nel 2007-2008 termina il campionato al 2º posto; nel 2008-2009 è nono. Chiude all'11º posto la stagione 2009-2010 mentre nel 2010-2011, stagione nella quale si disputa il "derby del 21º distretto" contro il Columbia, è ancora 9º posto finale, risultato replicato nel 2011-2012.
Nel 2013-2014 il FAC Team für Wien ha vinto il campionato di Regionalliga Ost, qualificandosi così allo spareggio per la promozione in Erste Liga contro l'Austria Salisburgo. Dopo aver pareggiato per 2-2 la gara d'andata in casa, i viennesi si sono imposti a Salisburgo per 3-0 nel ritorno, conquistando la promozione in Erste Liga dopo più di venti anni di assenza dal calcio professionistico.

## Colori e simbolo
I colori sociali del club sono il blu ed il bianco.

## Stadio
Inizialmente la squadra giocava le partite casalinghe in Birnenplatz, finché il 14 ottobre 1906 venne inaugurato il nuovo campo di gioco, presso il Nordbahnbrücke, con una partita contro lo Slovan giocata di fronte a 1 000 spettatori.
Fino agli anni sessanta il club giocava le partite casalinghe in Galvanigasse, sul terreno oggi occupato dalla Pfarrkirche Gartenstadt. Dal 1966 si è trasferito al FAC-Platz, oggi Leopold Stroh Stadion, in Hopfengasse. Lo stadio, costruito nel 1933, era stato sino a quel momento utilizzato dall'Admira Vienna, prima che quest'ultima si trasferisse al Bundesstadion Südstadt.
Oggi la sua capienza è stata ridotta di molto, aggirandosi intorno a circa 3 000 spettatori.

## Rosa 2024-2025
Aggiornata al 10 gennaio 2025
| N. |                       | Ruolo | Calciatore          |
| -- | --------------------- | ----- | ------------------- |
| 1  | Austria (bandiera)    | P     | Belmin Jenciragic   |
| 3  | Austria (bandiera)    | D     | David Strmsek       |
| 4  | Austria (bandiera)    | D     | Bernhard Fila       |
| 5  | Austria (bandiera)    | D     | Patrick Puchegger   |
| 6  | Austria (bandiera)    | C     | Kevin Sostarits     |
| 7  | Austria (bandiera)    | A     | Anthony Schmid      |
| 8  | Austria (bandiera)    | C     | Nico Pichler        |
| 9  | Slovacchia (bandiera) | A     | Milan Jurdík        |
| 10 | Austria (bandiera)    | C     | Marco Sahanek       |
| 11 | Austria (bandiera)    | A     | Nils Zatl           |
| 12 | Austria (bandiera)    | C     | Leomend Krasniqi    |
| 13 | Capo Verde (bandiera) | A     | Flavio              |
| 15 | Austria (bandiera)    | D     | Christian Bubalović |

| N. |                      | Ruolo | Calciatore          |
| -- | -------------------- | ----- | ------------------- |
| 16 | Croazia (bandiera)   | D     | Tin Plavotic        |
| 17 | Austria (bandiera)   | D     | Abdelrahman Shousha |
| 18 | Austria (bandiera)   | A     | Marcus Maier        |
| 19 | Austria (bandiera)   | D     | Mirnes Becirovic    |
| 20 | Austria (bandiera)   | D     | Lukas Skrivanek     |
| 21 | Rep. Ceca (bandiera) | P     | Jakub Krepelka      |
| 22 | Austria (bandiera)   | C     | Lukas Paulik        |
| 23 | Romania (bandiera)   | A     | Michael Drozd       |
| 26 | Austria (bandiera)   | C     | Marco Krainz        |
| 27 | Austria (bandiera)   | C     | Melvin Reichardt    |
| 31 | Austria (bandiera)   | P     | Timon Grubmüller    |
| 34 | Austria (bandiera)   | D     | Josef Taieb         |

## Rose stagioni passate
- 2014-2015

## Giocatori
Giocatori convocati nella Nazionale austriaca:
- Franz Biegler: 1
- Josef Chloupek: 2
- Gustav Deutsch: 1
- Josef Deutsch: 3
- Ferdinand Humenberger: 2
- Karl Humenberger: 1
- Karl Jiszda: 11
- Robert Juranic: 6
- Karl Kerbach: 1
- Gustav Kraupar: 9
- Johann Kraus: 1
- Johann Müller: 2
- Karl Neubauer: 7
- Ernst Ocwirk: 2
- Peter Platzer: 7
- Heinrich Plhak: 3
- Franz Radakovics: 1
- Rudolf Seidl: 2
- Otto Walzhofer: 1
- Friedrich Weiss: 1

## Palmarès

### Competizioni nazionali
- Campionato austriaco: 1

1917-1918
- Campione di II. Liga: 1

1924-1925
- Coppa d'Austria: 2

Non ufficiale:1914-1915, 1917-1918
- Campionato di Regionalliga: 1

2013-2014

### Competizioni regionali
- Campionati di Vienna: 2

1958-1959, 1996-1997

### Altri piazzamenti
- Campionato austriaco:

Secondo posto: 1915-1916, 1916-1917, 1943-1944
Terzo posto: 1942-1943
- Coppa d'Austria:

Semifinalista: 1918-1919, 1920-1921, 1945-1946

## Settore giovanile
Il vivaio è uno dei più rinomati della capitale, e ha dato i natali calcistici a giocatori come Peter Pacult, Jürgen Patocka e Marko Arnautović.
Sono attive dieci squadre giovanili: Under-7/8, Under-9, Under-10, Under-11, Under-12, Under-13, Under-14, Under-15, Under-16 ed Under-18, tutte impegnate nei campionati della Wiener Fußball-Verband.
In virtù di un accordo di cooperazione con il KSV Siemens, i ragazzi dai 7 ai 13 anni giocano sotto il nome di Siemens FAC Team für Wien, quelli dai 14 ai 18 anni come FAC KSV Siemens.